# Peter J. Cook
Peter J. Cook (* 15. Oktober 1938) ist ein britisch-australischer Geologe. 

## Leben
Cook wurde an der Universität Cambridge promoviert. 1960 leitete er die Spitzbergen-Expedition der University of Durham. Ab 1961 wirkte er am Bureau of Mineral Resources, Geology and Geophysics (BMR) Australiens, unterbrochen von der Teilnahme an der australischen Antarktisexpedition 1964/65. 1969 wurde er Senior Scientist in der Abteilung für Phosphate und Meeresgeologie der BMR. 1976 bis 1982 war er Senior Research Fellow an der Australian National University. Ab 1982 war er leitender Wissenschaftler in der Abteilung Continental Geology des BMR und 1989 bis 1990 stellvertretender Direktor des BMR. 1990 bis 1998 war er Direktor des British Geological Survey. 1998 bis 2003 war er Executive Director des Australian Petroleum Cooperative Research Center (APCRC). Er war Abteilungsleiter und stellvertretender Direktor des Australian Geological Survey.
Cook war unter anderem Gastwissenschaftler am East-West Center der Universität Hawaii (1979) und Gastprofessor an der Universität Straßburg.

## Wirken
Cook war ab Ende der 1990er Jahre mit Möglichkeiten der geologischen Speicherung von Kohlendioxid befasst. Seit 2003 ist er Chief Executive von Innovative Carbon Technologies und außerdem ist er seit 1998 Direktor von PJC International und 2000 von MineXchange. Er war einer der koordinierenden Leitautoren des IPCC-Sonderberichts zur Abscheidung und Speicherung von CO2 (2005).
Er befasst sich mit der Geologie Australiens, Erdölgeologie und Geologie von Lagerstätten sowohl an Land als auch Offshore.

## Mitgliedschaften und Ehrungen
Cook ist CBE. 2004 erhielt er die Leopold-von-Buch-Plakette, 1997 die Cope Medal der Geological Society of London, 2001 die Australian Public Service Medal und 2003 die australische Centenary Medal. 2004 erhielt er die Lewis G. Weeks Goldmedaille der Australian Petroleum Exploration Association. 
Er ist Mitglied der Geological Society of London, der Geological Society of Australia, deren Vorsitzender er 1972/73 war, und der American Association of Petroleum Geologists. 

## Schriften
- Clean energy, climate and carbon, CRC Press 2012
- mit W. Mayo Geochemistry of a tropical estuary and its catchment-Broad Sound, Queensland, Australian Government Publishing Service, Canberra 1980
- Sedimentology and Holocene History of a Tropical Estuary, Australian Government Publishing Service, Bulletin BMR, Nr. 170, 1977
- Herausgeber Phosphate Deposits of the World, Cambridge University Press, 3 Bände, 1986
- mit J. H. Shergold (Herausgeber) Proterozoic-Cambrian Phosphorites, Australian National University Press 1979
- Australia: Evolution of a Continent, BMR Palaeogeographic Group, Australian Government Publishing Service, Canberra 1990
- Herausgeber mit Chris M. Carleton Continental Shelf Limits: the scientific and legal interface, Oxford University Press 2000
- mit anderen: IPCC Special Volume: Carbon Dioxide Capture and Storage 2005  (Intergovernmental Panel on Climate Change)